# エドワード・ウェアリング

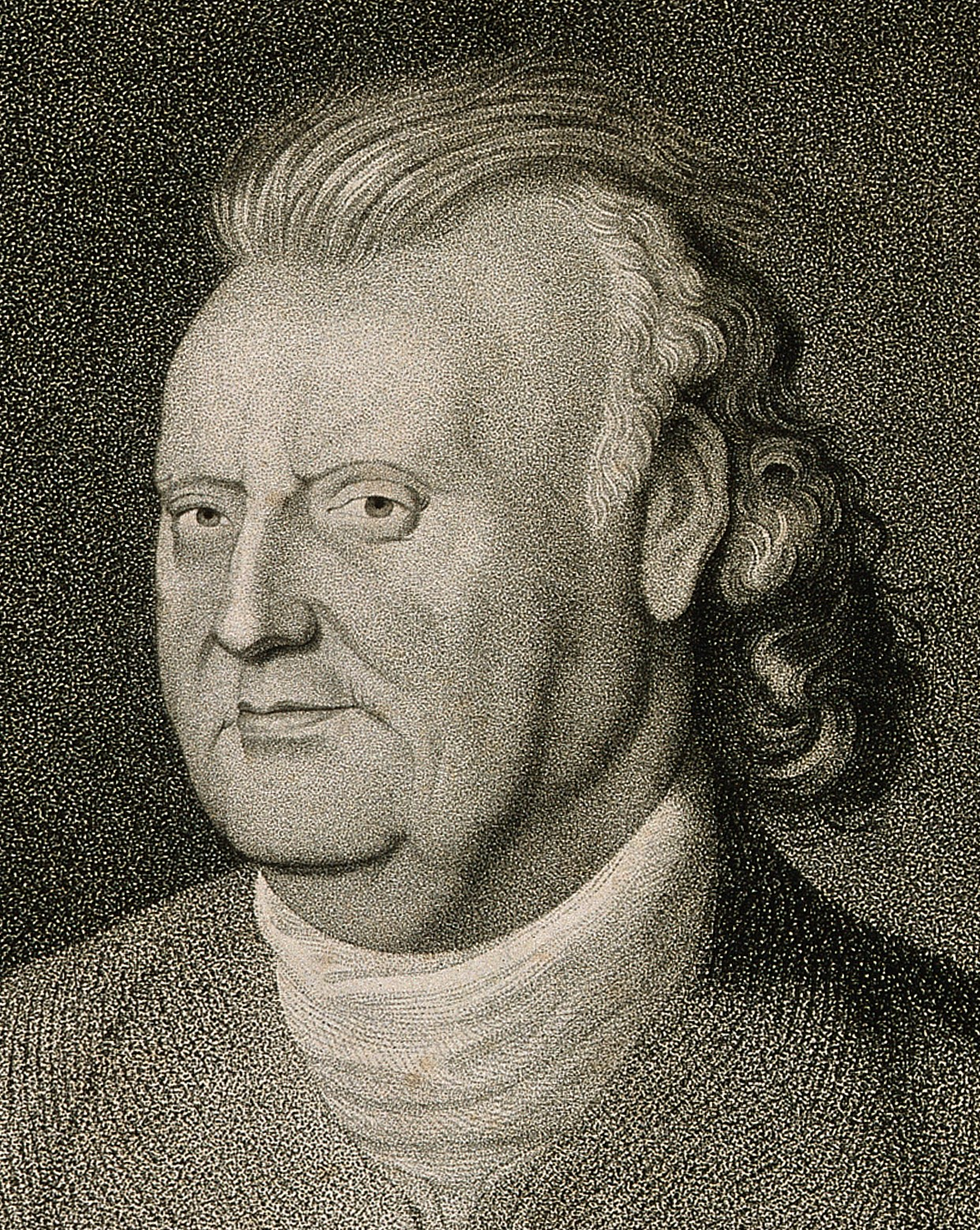
エドワード・ウェアリング

エドワード・ウェアリング（Edward Waring、1736年 - 1798年8月15日）はイギリスの数学者である。イングランドのシュロップシャー州オールド・ヒースで生まれ、シュロップシャー州ポンテスベリーで亡くなった。
彼はケンブリッジ大学のモードリン・カレッジで学んだ。フェローとして働いた後、1760年にルーカス教授職に選ばれ、1798年に亡くなるまでその職にあった。
彼は著書Meditationes Algebraicaeの中でウェアリングの問題として知られる問題を提唱したが、証明は付けなかった。
ウェアリングは1763年に王立協会のフェローに選ばれ、1784年にコプリ・メダルを受賞した。